# Liste antiker Ortsnamen und geographischer Bezeichnungen/Ie
| Lateinischer Name                 | Griechischer Name | Beschreibung                      | Heute | Quellen und Verweise | Lage |
| --------------------------------- | ----------------- | --------------------------------- | ----- | -------------------- | ---- |
| Iena                              |                   | Fluss im Südwesten von Kaledonien |       | Smith;               |      |
| Ierabriga                         |                   |                                   |       | Smith;               |      |
| Ierne, Ibernia, Hibernia, Ivernia |                   | Insel Irland                      |       | Smith;               |      |
| Iernus                            |                   |                                   |       | Smith;               |      |
| Iespus                            |                   |                                   |       | Smith;               |      |